# Luigi Lilio
Luigi Lilio, o Giglio, in latino Aloysius Lilius (Cirò, 1510 – Roma, 1574), è stato un medico, astronomo e matematico italiano.
Fu l'ideatore della riforma del calendario gregoriano.
Nel 2012 la Regione Calabria ha istituito la Giornata del Calendario in memoria di Luigi Lilio fissandola per il 21 marzo di ogni anno.

## Biografia

Nel bassorilievo del mausoleo della Basilica Vaticana in Roma, dedicato a Gregorio XIII, Antonio Lilio genuflesso porge al pontefice il libro del nuovo calendario

Luigi Lilio (Luigi Giglio) nacque, come vuole la tradizione, nel 1510 a Psycròn, oggi Cirò, un ricco feudo che faceva parte della Calabria Latina. I dati biografici di Luigi Lilio sono incerti perché i registri anagrafici dell'archivio comunale di Cirò risalgono al 1809, mentre quelli parrocchiali, che sono i più antichi, risalgono al Seicento. Infatti, fu allora che i parroci iniziarono a registrare gli atti di nascita, battesimo, cresima e morte come stabilito dal Concilio di Trento (1545 – 1563).
Luigi Lilio ebbe almeno un fratello, Antonio, con cui condivise l'interesse per gli studi scientifici. Sono poche le vicende note della sua esistenza, tanto che in passato ne è stata persino messa in dubbio l'origine calabrese. A dissipare ogni dubbio riguardante il fatto che Cirò dette i natali a Luigi Lilio, è sufficiente leggere quanto scrisse nel 1603 il gesuita tedesco Cristoforo Clavio, matematico e membro della commissione istituita da Gregorio XIII per studiare la riforma del calendario:
“E magari fosse ancora vivo Aloysius Lilius Hypsichronaeus uomo più che degno di immortalità, che fu il principale autore di una correzione tanto valida e risplendette sugli altri grazie alle cose da lui scoperte.”
Hypsichronaeus citato da Clavio significa da Cirò o cirotano, perché Hypsichròn nel 1500 era il nome da cui è derivata la parola Cirò: Ypsicròn, Psicrò, Psigrò, Zigrò, Zirò, Cirò.
Altra prova inconfutabile che Cirò dette i natali a Lilio è fornita dall'umanista Gian Teseo Casoppero nella lettera che nel 1535 scrive all'amico Girolamo Tigano in cui indica tra le famiglie primarie di Cirò la famiglia Giglio e, ancora, in un'altra lettera che invia allo stesso Luigi Lilio nella quale lo prega di porgere un saluto ai compaesani che dimoravano in Napoli: “nostratibus omnibus qui Neapoli degunt ex me salutem dicas”.
Secondo la tradizione Lilio ricevette a Cirò una solida educazione umanistica da Casoppero, ma molto probabilmente iniziò gli studi sotto la guida dello zio materno di Casoppero, il decano Antonio Spoletino.
Solo supposizioni possono essere fatte per gli anni della prima gioventù, poiché le uniche notizie certe risalgono agli anni Trenta del XVI secolo. Dalla lettera sopra citata, datata 28 gennaio 1532, a lui indirizzata da Gian Teseo Casoppero, si apprende che Lilio non era più in Calabria, ma a Napoli, dove stava conducendo degli studi superiori di medicina, dato che Juan Salon, nel suo De Romani calendarii nova emendatione, ac Paschalis solennitatis reductione del 1576, lo qualifica come medico, oltre che come matematico: “Aloisius Lilius Medicus execellentissimus & Mathematicus haud vulgaris Alfonsum Regem in anni quantitate imitates, cyclum magnum."
Nella Città partenopea era al servizio dei Carafa, non essendo sufficienti le sostanze paterne per sostenersi agli studi. Appresa la notizia, Casoppero, che evidentemente aveva avuto modo di apprezzarne le precoci doti scientifiche, gli inviò una lettera nella quale, con tono garbato ma deciso, ammonisce Lilio e gli consiglia di dedicarsi solo agli studi.
La lettera, datata Psycrò, V Kalendas februarii MDXXXII, rappresenta uno dei due soli documenti che attestano l'esistenza in vita di Luigi Lilio. Vi si legge:

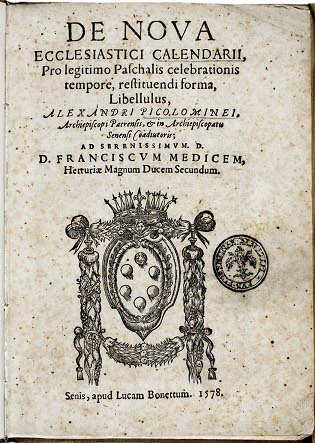
De nova ecclesiastici calendarii, pro legitimo Paschalis celebrationis tempore, restituendi forma, libellulus, Alexandrei Picolominei, Senis: apud Lucam Bonettum, 1578. Biblioteca Nazionale Centrale di Firenze MAGL. 1.6.630.

"Gian Teseo Casoppero a Luigi Lilio dice salute. Non approvo affatto o Luigi, che tu faccia e l'uomo di studi e l'uomo di corte. Infatti l'animo occupato a due cariche non può adempirne alcuna. Ma, se tu costretto dalla necessità insuperabile imprendesti di servire nell'Aula Baronale, perché le sostanze paterne non basterebbero a sostentarti per attendere unicamente alle lettere, sii cauto a non inciampare nelle reti della seduzione per non avertene tardi a pentire, e fa di tutto per sottrarti quanto più presto puoi dagli amplessi di lei; poiché non potrai giammai dall'Aula ritrarre vera felicità, ed il tempo che nella stessa consumerai sarà perduto, e non potrai più rinfrancarlo. Sarà tua cura dare esca agli uomini e scoprire sempre qualcosa di nuovo, in modo che, col favore di Mercurio, tu possa procurarti alquanto denaro e vendere a buon prezzo l'arte tua, essendo padrone di te stesso; ciò che ridonderà in tua gran lode e gloria, come colui che occupato onestamente vivrà o con niuno, o col minimo dispendio del tuo patrimonio famigliare. Conservati e porgi da parte mia, un saluto a tutti i nostri compaesani che dimorano a Napoli. Da Psycro 28 gennaio 1532"
Conseguita la laurea in medicina, Luigi Lilio si trasferisce a Roma dove, con l'esperienza scientifica maturata a Napoli, concepì e maturò la riforma del calendario.
In mancanza di documenti certi non sappiamo nulla della vita di Lilio a Roma, al contrario, sulla base di un'inoppugnabile fonte documentaria, sappiamo che Lilio nel 1552 si trovava a Perugia.
Sebbene nessun atto dell'Università di Perugia dimostri che Lilio sia stato docente in quello Studio, una lettera autografa datata 25 settembre 1552 e indirizzata dal cardinale Marcello Cervini a Guglielmo Sirleto, attesta che in quel periodo "messer Aluigi Gigli" era lettore di medicina presso lo Studio perugino. Con l'intento di assicurare a Lilio un aumento di stipendio, che sarebbe stato concesso ai migliori lettori dello Studio perugino, il cardinale Marcello Cervini pregava Guglielmo Sirleto di intervenire personalmente presso il cardinale Girolamo Dandini, potente esponente della Chiesa.
Il primo a dare notizie di questa lettera, e a indicare il posto dove poteva essere trovata, è il tedesco Josef Schmid, autore di una pubblicazione fondamentale sulla riforma. Ma come riferisce lo studioso August Ziggelaar, la lettera non esisteva nel luogo indicato: “He taught medicine at The University of Perugia in 1552 according to Schmid, who refers to Bib.Vat., Cod. Vat. Lat., 6179, 25, but I did not find this at the indicate place”.
Nella lettera ritrovata da F. Vizza, ricercatore del C.N.R., e trascritta dallo storico Giovann Murano si legge:
“Messer Guglielmo carissimo. So stato alquanto pensando se dovevo scrivere questa lettera alla Signoria Ill.ma mia Dandini e a voi che gliela leggerete, et finalmente mi so risoluto per esser voi †…† informato di messer Aluigi Gigli, lettor di medicina in Perugia, et raccomandare di che io la servirò, di indrizarla a voi come a quello che potrete dar più particolare informatione a Sua Signoria Reverendissima di lui che non haria fatto io con una semplice lettera. Visitarete adonque prima Sua Signoria Reverendissima in nome mio et appresso li direte che havendo io inteso com'ella ha preso già protettione del detto messer Aluigi, secondo il solito della cortesia sua, non posso fare di non rendergliene grazie aiutando una persona così dotta et dabene, come voi sapete che è questa, la quale, per quanto intendo, è molto grata a tutto quello Studio. Et perciò, dandone informatione a Sua Signoria Reverendissima, la pregherete in mio nome a voler continuare di aiutarlo particolarmente in lo agumento da farsi in breve di certa quantità di danari, qual par che s'abbia a distribuir tra quelli lettori, che seran più conosciuti e haranno maggior favore. La onde se Sua Signoria Reverendissima si degnarà continuar d'interporre l'opra sua acciò che messere Aluigi non venga scordato, oltra che farà cosa degna di lui, io ancora la riterrò molto grata. Et con questo fine basate le manj santamente in nome mio a Sua Signoria Reverendissima. Che nostro Signore Dio vi conservi in sua gratia. Data Ab†...† alli 25 di settembre MDLII”.
M. Card.lis Sanctae Ecclesiae
Le due lettere riportate, quella firmata da Giano Teseo Casoppero e quest'ultima da Marcello Cervini, sono gli unici documenti che riportano notizie certe sulla vita dello scienziato cirotano. In assenza di queste due lettere si potrebbe persino affermare che Lilio non sia mai esistito se non nell'immaginazione di suo fratello Antonio.
Anche gli ultimi anni della vita di Luigi Lilio sono un mistero. Sappiamo soltanto che morì, in data imprecisata, prima dell'attuazione della riforma, lasciando al fratello Antonio la cura di divulgare il suo lavoro. In assenza di dati certi molti studiosi concordano nell'affermare che la morte lo colse a Roma nel 1576. Si può, invece, ipotizzare con buone probabilità che la morte lo colse prima del 1574, anno in cui sembra già essere scomparso. Infatti, è nel 1574 che Alessandro Piccolomini ebbe modo di farsi illustrare l'ipotesi di riforma non da Luigi, ma da Antonio. Questa circostanza induce a pensare che Luigi fosse già morto, ma non sappiamo dove.
Il cratere Lilius sulla Luna prende il suo nome.

## Opera

### La Commissione Pontificia per la riforma

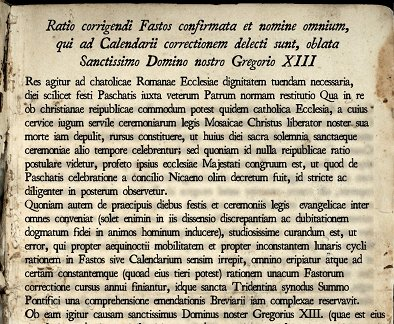
Il 14 settembre del 1580 la Commissione presenta al papa il resoconto dei lavori dal titolo: “Ratio corrigendi fastos confirmata et nomine omnium, qui ad Calendarii correctionem delecti sunt, oblata Sanctissimo Domino nostro. Gregorio XIII”.

Papa Gregorio XIII subito dopo il suo insediamento si impegnò ad attuare i decreti varati dalle varie sezioni del Concilio di Trento. Egli, al fine di mantenere in tutte le nazioni cristiane l'armonia nella celebrazione della Pasqua e di tutte le feste mobili che ne discendono, aveva premura di riformare il vecchio calendario giuliano esclusivamente per il ripristino dell'accordo tra la data della Pasqua e i dettami del Concilio di Nicea. Nominò pertanto una Commissione, costituita non solo da studiosi italici, col mandato di valutare e approvare un progetto di riforma.
Viene riportato il testo trascritto dall'originale conservato nella Biblioteca Apostolica Vaticana, Cod. Vat. Lat., 3685, 1-10. Nel rapporto finale che la Commissione invia al papa ("Ratio corrigendi fastos"), datato 14 settembre 1580, oltre al cardinale Guglielmo Sirleto che la presiedeva, sono riportati i nomi di otto membri: Vincenzo di Lauro, di Tropea, astronomo e medico, vescovo di Mondovì e consigliere teologico; Cristoforo Clavio, gesuita tedesco, matematico, professore nel Collegio Romano; Pedro Chacòn, teologo spagnolo, esperto in patristica e storico della chiesa che assiste la Commissione per le feste mobili e il martirologio; Ignazio Nehemet, patriarca di Antiochia di Siria, esperto della cronologia ecclesiastica, della liturgia e dei riti delle chiese orientali e occidentali; Antonio Lilio, dottore di medicina e delle arti, fratello di Luigi Lilio; Leonardo Abel, di Malta, interprete di lingue orientali e testimone della presenza e firma di Ignazio Nehemet;  Serafino Olivari, francese di Lione, Uditore di Rota, consigliere giuridico; Ignazio Danti, frate domenicano di Perugia, vescovo di Alatri, cartografo, matematico e astronomo.
Fra i rappresentanti della Commissione non figura Luigi Lilio perché non più in vita. Tutti, tranne Antonio Lilio che doveva essere una figura di grande levatura nel campo astronomico-matematico, appartenevano al clero. Durante le numerose sessioni che si tennero a Roma, altri esperti diedero il loro contributo al dibattito sulla riforma. Tra questi figurano: Tommaso Giglio, vescovo di Sora e tesoriere del papa, presiedette la Commissione, ma per scarsa capacità fu sostituito da Sirleto; lo spagnolo Juan Salon dei francescani osservanti, presidente della Congregazione delle feste mobili; Giovanni Battista Gabio, professore di greco alla Sapienza; Giuseppe Moleto di Messina al quale fu affidato il compito di rielaborare le tavole del Calendario.
La Commissione esaminò diversi progetti di riforma presentati da Pietro Pitati di Verona, Basilio Lupi e Antonio Lupi di Firenze, Giustino Ristori, Giovanni Tolosani di Colle di Val d'Elsa, Filippo Fantoni, Giovanni Padovani e Juan Salon. Queste proposte furono respinte e l'attenzione si concentrò su un ingegnoso progetto di riforma del calendario che era stato elaborato da Luigi Lilio. Il progetto, presentato dal fratello Antonio, permetteva di mantenere l'equinozio di primavera in una data fissa e certa, il 21 marzo, e consentiva di determinare con precisione la data della Pasqua.
La Commissione accetta definitivamente il lavoro di Lilio che il 5 gennaio 1578 venne stampato in forma di Compendium e spedito dal papa alla comunità scientifica ed ai Principi cristiani, affinché esprimessero un preciso parere. Un ruolo importantissimo fu assunto da Vincenzo di Lauro, eccellentissimo medico e matematico, calabrese di Tropea che, secondo alcuni, coordinò i lavori della Commissione prima di Sirleto.

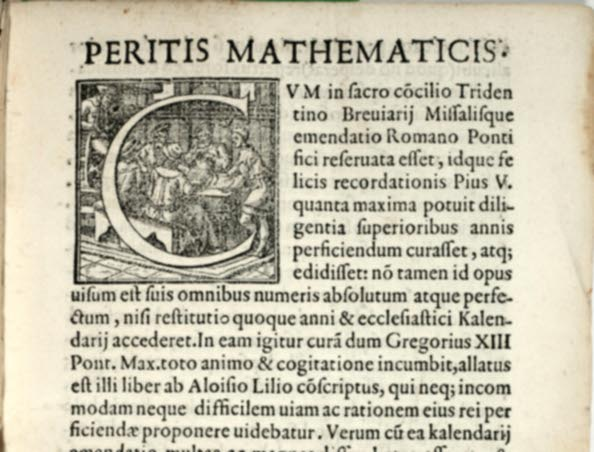
Compendium novae rationis restituendi Kaledarium. Romae Apud haeredes Antonij Bladij impressores camerales, 1577. Biblioteca Nazionale Centrale di Firenze, MAGL.12.6.59

Antonio Lilio svolse un ruolo da protagonista promuovendo ed esponendo dettagliatamente alla Commissione il lavoro del fratello Luigi. Ma il suo ruolo non si limitò solo a questo e l'apporto da lui dato alla riforma del calendario fu di fondamentale importanza. Lo si deduce dalle significative parole del vescovo senese Alessandro Piccolomini che, durante il suo soggiorno a Roma nel 1574, discute a lungo della riforma con Antonio Lilio, divenuto suo amico. Piccolomini afferma che i due fratelli scrissero insieme la riforma: "..molto spesso ebbi modo di parlare con l'esimio dott. Antonio Lilio, fratello di Aloisio Lilio; uomo anch'egli assai esperto in questo tipo di studi; proprio questi fu suo socio nella composizione del libro in cui è contenuta la nuova forma di calendario.." e dal manoscritto è stato ricavato il Compendium che conosciamo "..Certamente del libro di lui questo compendio è stato fatto, trasmesso a noi dalla tua serenissima altezza...”.
Un mese dopo aver decretato la riforma, il papa con il Breve del 3 aprile 1582, per compensarlo del lavoro svolto, concede ad Antonio e ai suoi eredi il diritto esclusivo a pubblicare il calendario per un periodo di dieci anni. Nel “Lunario Novo secondo la nuova riforma” stampato nel 1582 da Vincenzo Accolti, uno dei primi esemplari di calendari stampati in Roma dopo la riforma, si osserva in calce la firma autografa di Antonio Lilio e l'autorizzazione pontificia “et permissu Ant(oni) Lilij”. Il Breve venne successivamente revocato dal papa il 20 settembre 1582 per ritardi nelle consegne, non essendo Antonio in grado di far fronte alla crescente richiesta di copie che gli pervenivano. Tolti i diritti ad Antonio la stampa divenne libera. Una testimonianza significativa del ruolo svolto da Antonio è la sua immagine scolpita nel bassorilievo del monumento dedicato a Gregorio XIII situato nella basilica di San Pietro, nel quale Antonio Lilio, genuflesso, porge al pontefice il libro del nuovo calendario.

### Il nuovo calendario di Luigi Lilio

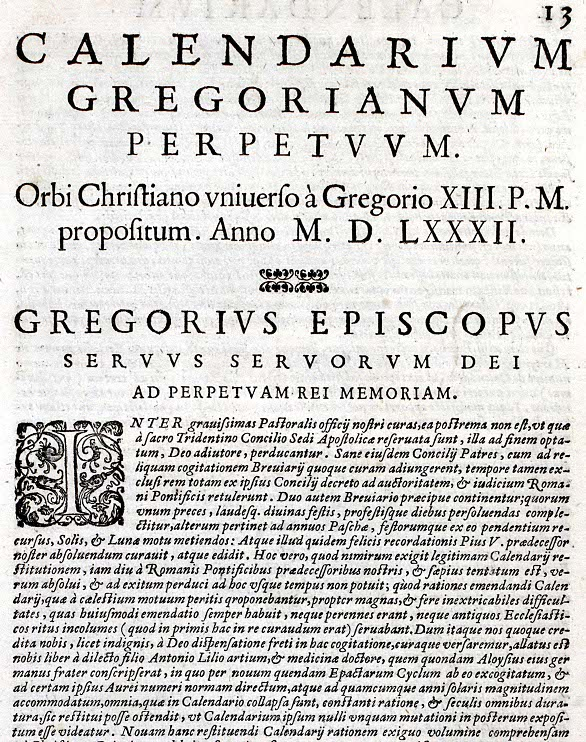
Bolla papale Inter gravissimas contenuta nell’opera di Cristoforo Clavio "Romani calendarij a Gregorio XIII P.M. restituti explicatio". Biblioteca Nazionale Centrale di Firenze, MAGL.5.1.117. Il 1º marzo 1582 il testo venne affisso alle porte della Basilica di S. Pietro, alle porte della Cancelleria Vaticana e nella piazza Campo dei Fiori.

Le vicende biografiche di Luigi Lilio sono purtroppo oscure. Persino la sua opera di riforma del calendario è incerta nei particolari poiché il manoscritto autografo, che racchiudeva i suoi calcoli, non è stato mai stampato ed è scomparso senza lasciare traccia. Resta solo un breve opuscolo, il Compendium, che è una breve sintesi delle sue proposte. L'opera, il cui titolo per esteso è “Compendium novae rationis restituendi kalendarium”, riporta i punti essenziali del manoscritto di Lilio; Chacòn non descrive la maniera in cui Lilio ha definito il suo metodo di riforma, né chiarisce i miglioramenti apportati dalla Commissione alla riforma. Il Compendium venne stampato a Roma nel 1577 nell'officina tipografica gestita dagli eredi di Antonio Blasio “Impressores camerales”, a cura di Guglielmo Sirleto, cardinale di San Lorenzo in Panisperna. Numerose copie del Compendium furono inviate ai Principi cristiani e alle Università e Accademie più rinomate con l'invito di esaminarlo, correggerlo o approvarlo.

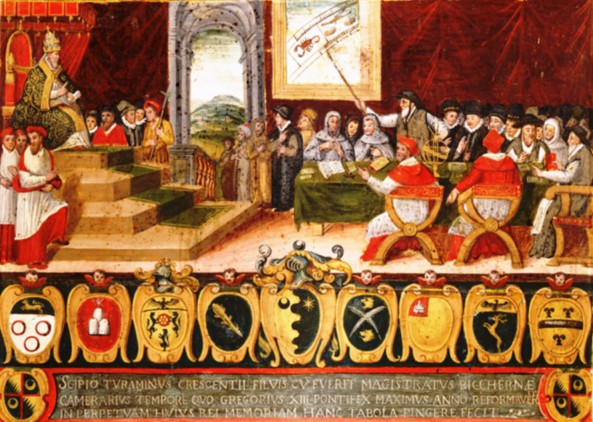
La tavola della biccherna, n. 72. Archivio di Stato Siena. Tempera su tavola, cm 52,4 × 67,8. Il dipinto, di autore sconosciuto, rappresenta Gregorio XIII che, assiso in trono, presiede la commissione del calendario.

Gli esperti in matematica ed astronomia esaminarono il Compendium ed inviarono i loro commenti alle rispettive Università e Sovrani; questi ultimi li rispedirono al papa insieme alle loro dichiarazioni. Come raccomandato dalla Commissione, papa Gregorio XIII, con la bolla Inter gravissimas pastoralis offici nostri curas, promulgò il nuovo calendario il 24 febbraio 1582.
In generale la semplicissima regola delle intercalazioni adottata dalla riforma liliana è la seguente: ogni anno non divisibile per quattro sarà anno comune di 365 giorni e sarà bisestile di 366 giorni se il suo numero è divisibile per quattro. Fanno eccezione alla regola gli anni secolari i quali, benché abbiano il numero divisibile per quattro, non sono bisestili. Per essi si adotta una regola simile, ovvero: ogni anno secolare il cui numero del secolo, non considerando i due zeri, non sia divisibile per quattro sarà comune; sarà bisestile se è divisibile per quattro.
Per evitare dunque che si producessero accumuli di errori futuri, fu decretato che si cancellassero 3 giorni ogni 400 anni, mantenendo la regola giuliana dell'introduzione di un anno bisestile ogni 4 anni, ma gli anni secolari, che nel calendario giuliano erano tutti bisestili, divennero comuni tranne quelli divisibili per quattro, che rimasero bisestili. Seguendo queste indicazioni, sono stati bisestili per esempio gli anni 1980, 1984; non sono stati e non saranno bisestili gli anni 1800, 1900, 2100 etc.; sono stati e saranno bisestili gli anni 1600, 2000, 2400, 2800 etc. In quanto allo spostamento dell'equinozio di primavera dovuto al calendario giuliano, Lilio, per recuperare i giorni perduti e per ricondurre l'equinozio di primavera alla data del 21 marzo, propose di eliminare dal calendario dieci giorni; questa correzione poteva essere apportata fin dall'inizio dell'adozione del nuovo calendario o gradualmente nel periodo compreso tra il 1584 e il 1620. Entrambe le soluzioni sono riportate nel Compendium. Fu Clavio, sulla base delle proposte di Lilio, a suggerire di passare dal 4 al 15 ottobre 1582.
Le correzioni di Lilio non sono limitate alla sincronizzazione dell'anno civile con l'anno astronomico di quel tempo, bensì i suoi calcoli offrono un potentissimo strumento che permette di adattare il suo calendario a qualsiasi variazione dell'anno tropico.
Risolto il problema dell'anno calendaristico, non così semplice era il rimedio di correggere l'altro errore del calendario che consisteva nella retrodatazione dei noviluni. È la parte più interessante della riforma perché lo scopo fondamentale dei riformatori era che, nello stabilire l'epoca della Pasqua, non venisse tradita l'intenzione dei padri niceni, cioè che la Pasqua cristiana si celebrasse nella prima domenica dopo il plenilunio che seguiva l'equinozio di primavera.
Lilio pensò di rivedere il ciclo Metonico ed elaborò un metodo per evitare che le lunazioni scivolassero di un giorno ogni 312,5 anni. Mediante due equazioni (solare e lunare) propone un originale ed efficace ciclo delle epatte che permette di stabilire la data della Pasqua di qualsiasi anno nel corso dei secoli.
In breve, con la riforma liliana furono eliminati dieci giorni dal calendario giuliano e solo gli anni secolari divisibili per quattro rimasero bisestili. Il ciclo Metonico per la determinazione della Pasqua venne invece sostituito con il ciclo delle epatte.

## Gli astronomi del tempo giudicano il calendario Liliano
La riforma del calendario fu resa nota a seguito dell'approvazione della Commissione e dell'emanazione della bolla papale Inter gravissimas.

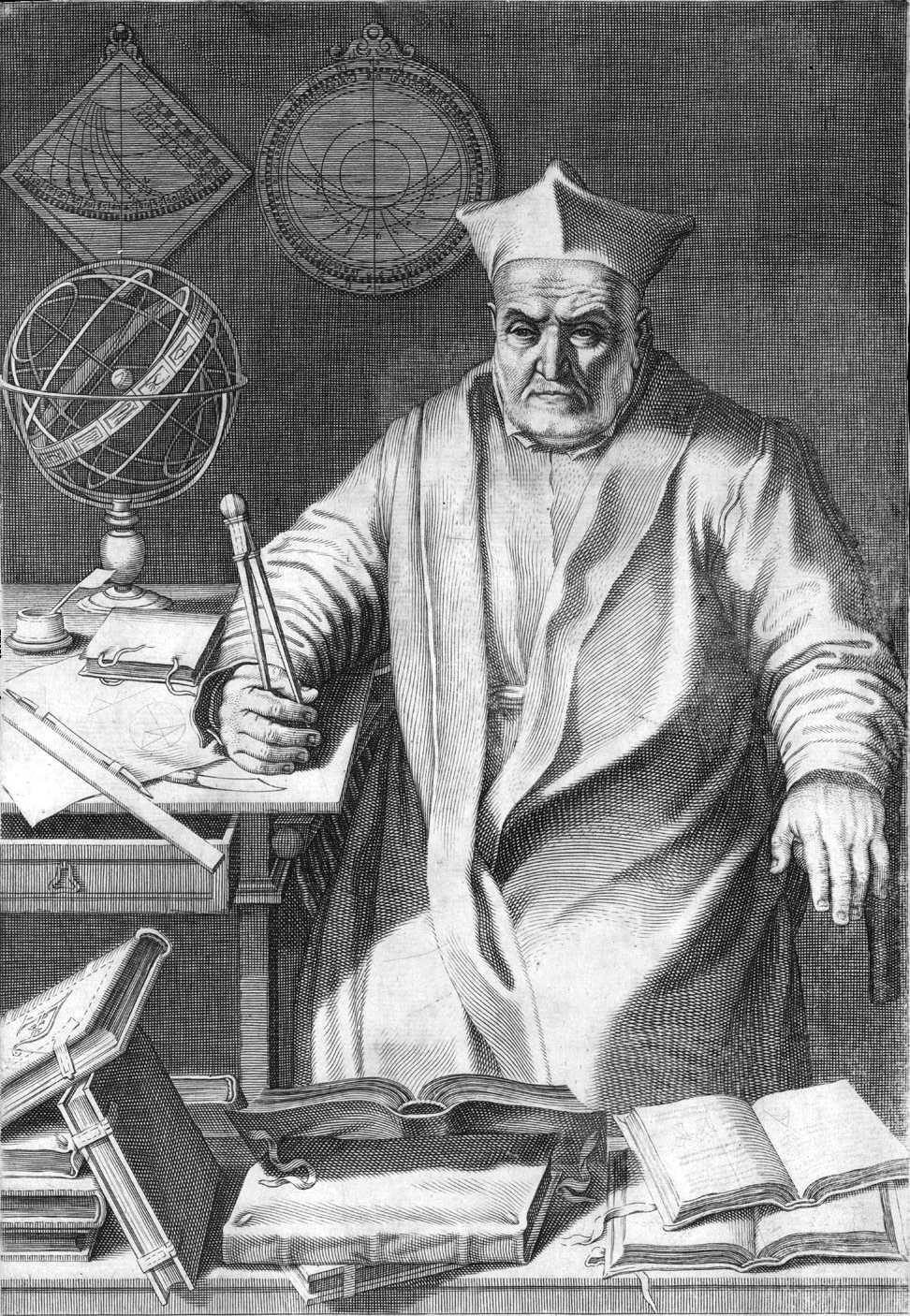
Cristoforo Clavio

Mentre il nuovo calendario faceva il suo corso e cominciava ad affermarsi in diversi paesi, studiosi di astronomia e matematica dichiaravano in merito opinioni diverse, fortemente condizionate non tanto da principi di ordine scientifico, ma da motivazioni personali o convinzioni religiose. Di particolare importanza fu, infatti, il differente approccio al magistero ecclesiastico degli astronomi di fede Protestante o Cattolica che portò ad una violenta e feroce polemica tra i più illustri studiosi dell'epoca e che proseguì per decenni. Molti furono gli attacchi rivolti al papa. L'astronomo Michael Maestlin, professore di teologia, astronomia e matematica a Tubinga, uno degli insegnanti di Giovanni Keplero, nel suo lavoro Ausfuehrlicher Bericht von dem allgemeinen Kalendar nega alla Chiesa il diritto e l'autorità di riformare il calendario. L'astronomo tedesco Sethus Calvisius, favorevole ad una riforma del calendario, nel suo Elenchus calendarii gregoriani confuta le tesi di Maestlin, ritenendole prive di significato.
Maestlin in un'altra opera, più prettamente scientifica Alterum Examen, dichiarò che la riforma avrebbe dovuto aderire più strettamente ai veri movimenti del Sole e della Luna e criticò aspramente il metodo di calcolo delle epatte le quali, se non corrette, avrebbero portato ad errori macroscopici nel calendario che si pretendeva di riformare. Esibendo calcoli sull'esatta durata dell'anno egli si convinse, sbagliando, che Lilio avesse preso come riferimento le Tavole pruteniche. D'altra parte egli stesso aveva adoperato le Tavole pruteniche per dimostrare che la regola di Lilio, basata sugli anni bisestili, avrebbe col tempo portato l'equinozio di primavera al 20 marzo contraddicendo le regole imposte dal Concilio di Nicea. Per queste affermazioni, non validate dal necessario rigore scientifico, fu fortemente contraddetto dal gesuita Antonio Possevino il quale dimostrò che i calcoli di Lilio erano basati sulle Tavole alfonsine e non su quelle Pruteniche.
Paulus Fabricius, su richiesta di Ludwig Philip, preparò per l'imperatore Rodolfo II un commento in cui denunciava la pochezza del lavoro di Maestlin. Nel 1583 compone un calendario proponendo all'imperatore di emendarlo a partire dal 1600, ma la sua proposta non ebbe seguito.
Altri astronomi e matematici, come Giuseppe Giusto Scaligero, Georgius Germanus e François Viète, accettarono il principio di una necessaria riforma del calendario in accordo alle regole dettate dal Concilio di Nicea, ma non si limitarono ad esprimere il loro giudizio critico e pubblicarono soluzioni alternative al calendario liliano. Il francese Scaligero di origine italiana fu uno dei più famosi studiosi che non approvarono la riforma liliana e sollevò pesanti obiezioni sia alle parti civili che ecclesiastiche del nuovo calendario. Sostenne, infatti, che le nuove regole per gli anni bisestili non avrebbero garantito il mantenimento costante della data dell'equinozio di primavera al 21 marzo. A tale proposito occorre ricordare che i calcoli di Lilio tengono conto delle fluttuazioni della data dell'equinozio che può variare persino di qualche giorno, ma le correzioni apportate dai suoi calcoli riescono a mantenere la data fissa dell'equinozio di primavera al 21 marzo per molti secoli a venire. Scaligero, nonostante la contrarietà e le critiche mosse alla riforma, si avvalse del nuovo calendario per completare il suo ambizioso progetto che prevedeva la creazione di una nuova cronologia degli eventi storici in conformità alle regole astronomiche. Nel 1583 pubblicò Opus de emendatione tempore nel quale introdusse la cronologia come scienza.

Keplero nel 1610

In Germania, e non solo, i protestanti rifiutarono la riforma con forza e veemenza. James Heerbrand, professore di teologia a Tubinga, presentò le sue obiezioni nel Disputatio de adiaphoris et calendario gregoriano. Egli fu persino più sprezzante di Scaligero e accusò il papa, da lui definito “Il Calendarista”, di essere “l'Anticristo” che aveva creduto di poter mutare il tempo, ingannando i veri cristiani a celebrare le festività religiose in giorni volutamente sbagliati. Nettamente contrari alla riforma furono alcuni matematici di Praga che rifiutarono persino di aiutare il vescovo a calcolare le nuove date delle feste mobili. Altri dotti protestanti dichiararono che la riforma era contro natura e a tale proposito risulta significativo un pamphlet anonimo dal titolo Bawrenklag uber des romischen papstes Gregorii XIII newen calendar, dove viene riportato che i contadini, con il nuovo calendario, non sapevano più quando arare o seminare i campi e gli uccelli smarriti non sapevano più quando cantare o emigrare. In un altro scritto polemico, i cui principali autori furono Maestlin e il teologo Osiander, si argomentava che il papa avesse rubato dieci giorni dalla vita di ciascuno. D'altro canto, i Cattolici rispondevano con altre assurdità come la dichiarazione che a Gorizia un albero di nocciole, in accordo con la riforma papale voluta da Dio, aveva anticipato la fioritura di 10 giorni.
François Viète, calvinista poi convertito al cattolicesimo, considerato uno dei padri dell'algebra moderna, non si limitò a criticare la riforma, ma elaborò delle modifiche e fu così insolente da inserirle in una copia della bolla Inter gravissimas, con l'intenzione di far credere che quella fosse la versione ufficiale del nuovo calendario, generando confusione tra quanti si apprestavano a comprendere la riforma. Modificò il II Canone (allegato alla bolla Inter gravissimas insieme agli altri cinque Canoni) apportando correzioni al ciclo delle epatte. Non era d'accordo con il calcolo della Pasqua eseguito in base alle direttive della Commissione e nel suo Variorum de rebus mathematicis responsorum liber VIII del 1593 ed in seguito nel 1600, con l'opera Relatio kalendarii vere Gregoriani ad ecclesiasticos doctores exhibita Pontefici Maximi Clementi VIII, espone le sue critiche alla riforma sostenendo di aver trovato la giusta correlazione tra l'anno lunare e l'anno solare. La risposta di Clavio non si fece attendere e trovò spazio nell'ultimo capitolo dell'Explicatio in cui si legge: ”Viète sarà presto dimenticato. Non importa cosa abbia detto di me”. Viète risponde scrivendo Adversus Cristophorum Clavium expostulatio in cui riporta il suo sprezzante giudizio su Clavio: “Da lungo tempo io accuso Clavio di aver corrotto il calendario romano (...) Ma che razza di matematico è colui che introduce una falsa fase lunare nell'equazione delle epatte (...) Contro la falsa fase lunare di Clavio io riporto quindi la vera fase lunare liliana e gregoriana (...). Io dimostrerò che tu sei un falso matematico (se davvero tu sei un matematico) e un falso teologo (se davvero tu sei un teologo).”.

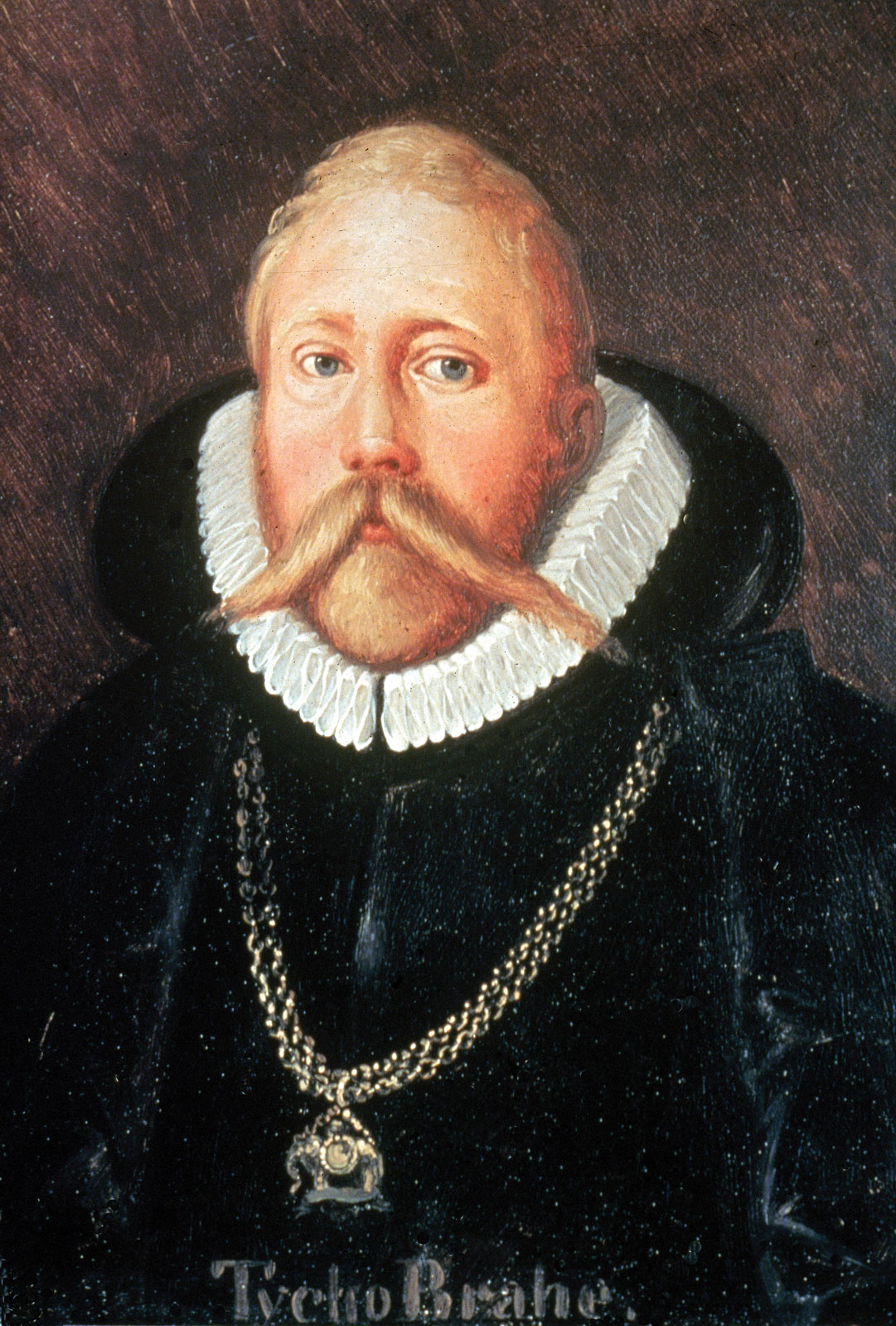
Tycho Brahe

È importante sottolineare che Viète usa l'espressione vera fase lunare liliana, lasciando intendere che fu Clavio a modificare, ma sicuramente non migliorandolo, il ciclo delle epatte ideato da Lilio. La controversia Clavio-Viète era fondamentalmente assurda e molto probabilmente Viète aveva perso il senso della realtà se davvero aveva pensato che il papa avrebbe modificato la riforma accogliendo le sue proposte che, solo dall'anno 109.500 d.C. o addirittura dopo, avrebbero portato una qualche utilità nel calcolo della Pasqua. Nel 1500 gli astronomi non avevano nessuna idea di come la lunghezza dell'anno e del giorno solare potesse variare. Nonostante ciò Clavio e Viète discutevano su cicli che comprendevano ordini di grandezza di 165 milioni di anni e di 2 miliardi di mesi lunari. In base alle attuali conoscenze fisico-astronomiche, oggi sappiamo che col tempo la Luna si allontana dalla Terra (ca. 3 cm ogni anno) e la velocità di rotazione terrestre decresce; di conseguenza i mesi lunari e i giorni solari si allungano rendendo inutile una pianificazione del calendario nell'arco temporale superiore a qualche migliaio di anni.
La prima difesa del calendario fu pubblicata nel 1585 ad opera del gesuita Johannes Busaeus, le cui argomentazioni, dirette principalmente contro le posizioni del teologo Heerbrand, vertono sulla correttezza scientifica e soprattutto interpretativa della riforma rispetto alle direttive del Concilio di Nicea. Ruolo di notevole rilievo e valore storico ebbe Clavio al quale fu affidato il compito di difendere il calendario. Nel 1588 scrisse una dettagliata replica alle tesi di Maestlin dal titolo Novi calendarii romani apologia adversus Michaelem Maestlinum Gaeppingensem in cui spiega la motivazione della scelta del valore dell'anno medio piuttosto del valore assoluto non ancora noto con precisione. Lo stesso Clavio scrive in seguito un lavoro in cui elenca i motivi per cui era impossibile intercalare gli anni col metodo suggerito da Scaligero. Scaligero risponde in maniera oltraggiosa e offensiva, confutando le argomentazioni di Clavio. Benché Clavio avanzasse nuovamente motivazioni oggettive a favore della riforma, la discussione tra i due degenera nell'offesa personale, poiché Scaligero replica alle argomentazioni di Clavio definendolo “ubriacone e grasso panciuto tedesco. L'opera definitiva di Clavio a difesa della riforma arriva nel 1603 con Romani calendarij a Gregorio XIII P. M. restituti explicatio.
Tycho Brahe e Giovanni Keplero, gli astronomi più autorevoli del tempo, nonostante fossero protestanti, fattore che indubbiamente limitava le loro pubbliche dichiarazioni, considerarono la riforma elaborata da Lilio perfetta da un punto di vista scientifico. Keplero lasciò un articolo, pubblicato dopo la sua morte, nel quale presenta le sue argomentazioni in forma di dialogo tra un cancelliere protestante, un predicatore cattolico e un esperto matematico. La frase finale di questo dialogo è illuminante: ”La Pasqua è una festa e non un pianeta. Tu non puoi determinarla con giorni, ore, minuti e secondi.” L'opinione di Brahe è nota grazie a due lettere nelle quali l'autore afferma che le critiche mosse dagli astronomi contrari alla riforma erano dettate non da rigore scientifico ma da avversione verso il pontefice.